# Literatura Heikalot e Merkavá
Literatura dos Palácios e Carruagem (em hebraico:  ספרות ההיכלות והמרכבה) é um nome que abrange cerca de 25 trabalhos místicos que se acredita terem sidos compostos entre o século II ao V na Terra de Israel. Essa é a datação habitual; Mas, embora a tradição sobre o assunto seja realmente antiga, as composições escritas foram feitas a partir do século VII ao VIII.
Muitos dos motivos da Cabalá posterior são baseados nos textos Heikalot, e a própria literatura Heikalot é baseada em fontes anteriores, incluindo tradições sobre as ascensões celestes de Hanok encontradas entre os Manuscritos do Mar Morto e a pseudepígrafe da Bíblia Hebraica.

## Seus nomes
Os trabalhos são chamados por este nome porque em muitos deles o termo Palácios aparece como: "Pirkei Heikalot Rabbati", "Heikalot Zutartei" ou Carruagem como: "Merkavá Rabbá" e "Maasé Merkavá".

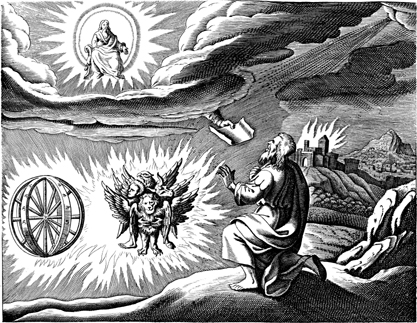
Visão de Ezequiel por Matthäus Merian (1593-1650).

Esta literatura lida com a ascensão mística para o Mundo Superior, e sua descrição é geralmente através de - poesias, hinos e orações - da estrutura dos mundos superiores, da carruagem e dos anjos e suas fileiras (Angelologia).[carece de fontes?]

## Conteúdo
Normalmente, as conexões são divididas em três grupos:
- Primeiro grupo - Conexões que lidam com o ato da criação (Bereshit), o caminho da criação dos mundos superiores, a carruagem e os anjos e a criação do mundo após a Criação. Um dos trabalhos mais proeminentes deste grupo é "Baraita Dakah Bereshit".
- Segundo grupo - Conexões mágicas. A maioria dos ensaios neste grupo é conhecer os nomes dos anjos e seus papéis, nomes de anjos jurando para e bam, métodos de uso em poções, poções e através de outra pessoa física para trazer benefício tanto para benefício nacional e benefício privado.

As composições mais proeminentes deste grupo são Sefer HaRazim, Harva Damesh e Havdalá pelo rabino Aquiba.
- Terceiro grupo - O Livro da Criação sozinho, que não tem paralelo em qualquer literatura mística da época. A essência deste livro descreve a criação do mundo e sua liderança como a função das letras do alfabeto. A partir da Idade Média, este livro tornou-se um dos pilares do pensamento judaico.

Literatura rabínica e a literatura Heikalot possuem uma grande afinidade e complementaridade.  Apesar de suas diferenças entre eles na Mishná Haggigá, capítulo II, apresenta as proibições e restrições requeridas para para expor o ato de criação (Bereshit) e a carruagem (Merkavá). O Talmud elabora a questão sobre essa Mishná e traz a história (para muitos e para outros lenda) "Os quatro que entraram no pomar".
As principais figuras do círculo de descendentes da Merkavá são: o rabbi Yshmael ben HaKohen Gadol, o rabino Aquiba e o rabino Nehunya ben Hakanah.
O rabbi Nehunya ben Hakanah e o círculo dos descendentes da Merkavá desenvolveram-se como uma seita com uma inclinação sectária e elitista, mas não como outras seitas na história que exigiam de si mesmas isenções halakicas e o abandono do jugo das mitzvot, o círculo dos descendentes da Merkavá os receberam com mais rigor, gramática e pureza.
Efeitos posteriores desta literatura pode ser encontrados: no círculo Hassídico Ashkenazi, no rabbi Abraham Abulafia, no rabbi Shlomo Ibn Gabirol em seu poema "Keter Malkut", no rabbi Yehuda HaLevi, no rebbe Baal Shem Tov e muito mais.